# KRTAP1-1
KRTAP1-1 (англ. Keratin associated protein 1-1) – білок, який кодується однойменним геном, розташованим у людей на 17-й хромосомі. Довжина поліпептидного ланцюга білка становить 177 амінокислот, а молекулярна маса — 18 235.
| 10         |  | 20         |  | 30         |  | 40         |  | 50         |
| ---------- |  | ---------- |  | ---------- |  | ---------- |  | ---------- |
| MACCQTSFCG |  | FPSCSTSGTC |  | GSSCCQPSCC |  | ETSSCQPRCC |  | ETSCCQPSCC |
| QTSFCGFPSF |  | STGGTCDSSC |  | CQPSCCETSC |  | CQPSCYQTSS |  | CGTGCGIGGG |
| IGYGQEGSSG |  | AVSTRIRWCR |  | PDCRVEGTCL |  | PPCCVVSCTP |  | PSCCQLHHAE |
| ASCCRPSYCG |  | QSCCRPVCCC |  | YCSEPTC    |  |            |  |            |

A: Аланін

C: Цистеїн

D: Аспарагінова кислота

E: Глутамінова кислота

F: Фенілаланін

G: Гліцин

H: Гістидин

I: Ізолейцин

L: Лейцин

M: Метіонін

P: Пролін

Q: Глутамін

R: Аргінін

S: Серин

T: Треонін

V: Валін

W: Триптофан